# Bresina
Bresina (vrisić, lat. Micromeria), rod trajnica, poluzelenih i vazdazelenih polugrmova i grmova iz porodice usnača. Pripada mu (bez hibrida) 71 vrsta raširenih po dijelovima Europe, Azije, Afrike i Sjeverne Amerike.
U Hrvatskoj postoji nekoliko vrsta, to su hrvatska bresina (M. croatica), grčka bresina (M. graeca) i podvrsta grčke bresine (M. graeca subsp. fruticulosa), primorska bresina (M. juliana). kernerova bresina (M. kerneri), M. microphylla,  M. pseudocroatica
Dalmatinska bresina (Clinopodium dalmaticum) i točkasta bresina (C. album) vrste su iz roda bukvice

## Vrste
1. Micromeria acropolitana Halácsy
2. Micromeria arganietorum (Emb.) R.Morales
3. Micromeria aybalae H.Duman & Dirmenci
4. Micromeria benthamii Webb & Berthel.
5. Micromeria biflora (Buch.-Ham. ex D.Don) Benth.
6. Micromeria brivesii Batt.
7. Micromeria browiczii Ziel. & Kit Tan
8. Micromeria canariensis (P.Pérez) Puppo
9. Micromeria carpatha Rech.f.
10. Micromeria chionistrae Meikle
11. Micromeria conferta (Coss. & Daveau) Stefani
12. Micromeria cremnophila Boiss. & Heldr.
13. Micromeria cristata (Hampe) Griseb.
14. Micromeria croatica (Pers.) Schott
15. Micromeria cymuligera Boiss. & Hausskn.
16. Micromeria cypria Kotschy
17. Micromeria danaensis Danin
18. Micromeria debilis Pomel
19. Micromeria densiflora Benth.
20. Micromeria elliptica K.Koch
21. Micromeria ericifolia (Roth ex Willd.) Bornm.
22. Micromeria filiformis (Aiton) Benth.
23. Micromeria flagellaris Baker
24. Micromeria fontanesii K.Koch
25. Micromeria forbesii Benth.
26. Micromeria glomerata P.Pérez
27. Micromeria gomerensis (P.Pérez) Puppo
28. Micromeria graeca (L.) Benth. ex Rchb.
29. Micromeria guichardii (Quézel & Zaffran) Brullo & Furnari
30. Micromeria hedgei Rech.f.
31. Micromeria helianthemifolia Webb & Berthel.
32. Micromeria herpyllomorpha Webb & Berthel.
33. Micromeria hierrensis (P.Pérez) Puppo
34. Micromeria hispida Boiss. & Heldr. ex Benth.
35. Micromeria hochreutineri (Briq.) Maire
36. Micromeria hyssopifolia Webb & Berthel.
37. Micromeria imbricata (Forssk.) C.Chr.
38. Micromeria inodora (Desf.) Benth.
39. Micromeria juliana (L.) Benth. ex Rchb.
40. Micromeria kerneri Murb.
41. Micromeria lachnophylla Webb & Berthel.
42. Micromeria lanata (C.Sm. ex Link) Benth.
43. Micromeria lasiophylla Webb & Berthel.
44. Micromeria lepida Webb & Berthel.
45. Micromeria leucantha Svent. ex P.Pérez
46. Micromeria longipedunculata Bräuchler
47. Micromeria macrosiphon Coss.
48. Micromeria madagascariensis Baker
49. Micromeria maderensis Puppo & Bräuchler
50. Micromeria mahanensis Puppo
51. Micromeria marginata (Sm.) Chater
52. Micromeria microphylla (d´Urv.) Benth.
53. Micromeria monantha (Font Quer) R.Morales
54. Micromeria myrtifolia Boiss. & Hohen.
55. Micromeria nervosa (Desf.) Benth.
56. Micromeria pedro-luisii Puppo
57. Micromeria peltieri (Maire) R.Morales
58. Micromeria persica Boiss.
59. Micromeria pineolens Svent.
60. Micromeria rivas-martinezii Wildpret
61. Micromeria serbaliana Danin & Hedge
62. Micromeria silicii Bogdanovic, Ljubicic, L.Sáez & Brullo
63. Micromeria sinaica Benth.
64. Micromeria sphaciotica Boiss. & Heldr. ex Benth.
65. Micromeria sphaerophylla Baker
66. Micromeria tenensis Puppo & P.Pérez
67. Micromeria teneriffae (Poir.) Benth.
68. Micromeria tenuis (Link) Benth.
69. Micromeria unguentaria Schweinf.
70. Micromeria weilleri (Maire) R.Morales
71. Micromeria zarkosii Kit Tan, Biel & Ziel.
72. Micromeria ×angosturae P.Pérez
73. Micromeria ×ayamosnae Puppo & P.Pérez
74. Micromeria ×benthamineolens Svent.
75. Micromeria ×bourlieri Maire & Le Lièvre
76. Micromeria ×broussonetii A.Santos, A.Acev.-Rodr. & Reyes-Bet.
77. Micromeria ×confusa G.Kunkel & P.Pérez
78. Micromeria ×garajonayii Puppo & P.Pérez
79. Micromeria ×hybrida Zagan.
80. Micromeria ×intermedia G.Kunkel & P.Pérez
81. Micromeria ×knochei Sennen & Bianor
82. Micromeria ×meteorica Hausskn.
83. Micromeria ×nogalesii G.Kunkel & P.Pérez
84. Micromeria ×perez-pazii G.Kunkel
85. Micromeria ×preauxii Webb & Berthel.
86. Micromeria ×tagananensis P.Pérez
87. Micromeria ×tolomensis Puppo & P.Pérez
88. Micromeria ×wildpretii P.Pérez